# Buyant (distrikt i Mongoliet)
Buyant (mongoliska: Буянт Сум, Буянт, Buyant Sum) är ett distrikt i Mongoliet.   Det ligger i provinsen Bajan-Ölgij, i den västra delen av landet, 1 300 km väster om huvudstaden Ulaanbaatar.